# Ulf Stenströmer
Ulf Stenströmer, född 10 april 1974, är en svensk travtränare och före detta travkusk. Stenströmers hemmabana är Axevalla, och han driver sitt stall i utkanten av Skara. Han har tränat hästar som Noras Bean, Your Highness och Handsome Brad. Han brukar flitigt använda sig av catchdrivers som Carl Johan Jepson, Björn Goop och Stefan Söderkvist.

## Karriär
Ulf Stenströmer blev tidigt bekant med travsport, då han mamma köpte en korvkiosk i samhället Axvall, granne med Axevalla travbana. Han började sedan som lärling hos Sven-Gunnar Andersson på Stall Palema, men har efter det arbetat hos bland andra Robert Bergh, Fredrik C Widman och Preben Kjaersgaard. Stenströmer tog egen tränarlicens i början av 2003, och började med 13-14 hästar, då han fick ta över hästar från travtränaren Roger Grundin.

### Kända hästar
Stenströmers mest kända häst var hingsten Noras Bean, som tävlade mellan 2008 och 2015. Hästen vann bland annat Gran Premio delle Nazioni (2012) och Prix de France (2014) och tjänade totalt 12 miljoner kronor under sin karriär.
Under 2018 blommade Handsome Brad ut till den största stjärnan i Stenströmers stall. Han segrade bland annat i Danmarks största travlopp Copenhagen Cup (2019).

## Segrar i större lopp

### Grupp 1-lopp
| År   | Lopp                      | Häst          | Kusk              |
| ---- | ------------------------- | ------------- | ----------------- |
| 2009 | Gran Premio Continentale  | Noras Bean    | Stefan Söderkvist |
| 2012 | Gran Premio delle Nazioni | Noras Bean    | Stefan Söderkvist |
| 2014 | Prix de France            | Noras Bean    | Björn Goop        |
| 2019 | Olympiatravet             | Handsome Brad | Carl Johan Jepson |
| 2019 | Copenhagen Cup            | Handsome Brad | Carl Johan Jepson |

### Grupp 2-lopp
| År   | Lopp                     | Häst          | Kusk              |
| ---- | ------------------------ | ------------- | ----------------- |
| 2014 | Grote Prijs der Giganten | Noras Bean    | Stefan Söderkvist |
| 2014 | Malmö Stads Pris         | Oliver Kronos | Björn Goop        |
| 2020 | Jämtlands Stora Pris     | Handsome Brad | Carl Johan Jepson |

### Övriga
| År   | Lopp                        | Häst          | Kusk              |
| ---- | --------------------------- | ------------- | ----------------- |
| 2011 | Axevallalöpningen           | Noras Bean    | Stefan Söderkvist |
| 2014 | Travrondens Guldklocka      | Bear Dancer   | Tino Ärling       |
| 2015 | Bronsdivisionens final, feb | Oliver Kronos | Erik Adielsson    |
| 2015 | Storsjöpokalen              | Oliver Kronos | Björn Goop        |
| 2015 | Summer Meeting Mares, final | Your Highness | Björn Goop        |
| 2016 | Klass I-final, aug          | Pampalo       | Björn Goop        |
| 2021 | Birger Bengtssons Minne     | Handsome Brad | Carl Johan Jepson |